# Prins Bernhard (molen)
De molen Prins Bernhard is een standerdmolen in de buurtschap Waterschei tussen Melick en Herkenbosch. Het is een halfgesloten standerdmolen die is ingericht als korenmolen. Eigenaar is de Stichting Prins Bernhard, die de molen in 1999 heeft laten plaatsen.

## Geschiedenis
Op de plaats waar de molen staat, heeft tot 1924 een eerdere molen gestaan, die in dat jaar door de bliksem werd getroffen en uitbrandde. Hoewel economisch niet meer aantrekkelijk, wilde de bevolking van de plaats graag een nieuwe molen. In 1937 werd de afgebrande molen vervangen door een molen uit het Noord-Brabantse Someren. Deze molen kreeg de naam Prins Bernhard. Dit ter gelegenheid van het huwelijk in dat jaar van Prinses Juliana met Bernhard zur Lippe-Biesterfeld.
Op 29 januari 1945 werd de Prins Bernhard door Engelse troepen beschoten. Later bliezen bij de molen gelegerde Duitse troepen hem op, omdat de kapotte molen door de tegenstander als herkenningspunt zou kunnen worden gebruikt tijdens beschietingen.
In 1997 werd een begin gemaakt met de bouw van een nieuwe molen, die in 1999 opgeleverd zou worden. Hiermee heeft Melick, dat in een gebied ligt met een bestemming als recreatiegebied, weer een toeristische trekpleister gekregen.